# Ian Foster (rugbista)
Ian Foster (Hamilton, 1 de mayo de 1965) es un entrenador y ex–jugador kiwi de rugby que se desempeñaba como apertura. Fue el entrenador de los All Blacks de 2019 a 2023.

## Carrera
En 2004 asumió como técnico de los Chiefs del intercontinental Super Rugby, reemplazando a Kevin Greene y se mantuvo al frente durante ocho temporadas. Logró clasificar a la fase final dos veces: en el Super Rugby 2004 alcanzó las semifinales y fue subcampeón en el Super Rugby 2009.

### Nueva Zelanda
En 2005 fue nombrado por la New Zealand Rugby entrenador de los Junior All Blacks. Con el seleccionado secundario Foster se ganó su reputación de técnico experto, al obtener un invicto de tres años y contra las selecciones del Pacific Nations Cup.
En 2012 Steve Hansen lo llevó a los All Blacks como entrenador de backs. Finalizado Japón 2019 Hansen se retiró y Foster asumió en su lugar, venciendo a los pretendientes Scott Robertson y Joe Schmidt.

## Palmarés
- Campeón del Pacific Nations Cup de 2006 y 2007.
- Campeón del National Provincial Championship de 1992.